# Stoneface
Stoneface è l'album di debutto del gruppo hard rock finlandese AHOLA, pubblicato nel 2012 dall'etichetta Playground Music.

## Tracce
1. DonWana – 4:06
2. Beerland – 0:34
3. As Long As I Live (Rock'n'Roll Is Not Dead) – 4:38
4. Hurricane – 4:21
5. Restless – 4:33
6. The Spell – 4:28
7. I Walk Alone – 4:50
8. We Want Out – 5:33
9. Eat Me Alive – 2:59
10. Livin' The Dream – 3:36
11. Stoneface – 4:19
12. I Want You – 2:48
13. Does It Matter What I Wear – 3:21
14. Hurt You – 5:09
15. Cold'n'Lonely – 18:35

## Formazione
- Jarkko Ahola - voce, chitarra
- Antti Karhumaa - chitarra solista
- Jari Laitinen - basso
- Antti Mäkelä - batteria

### Produzione
- Registrato da J. Ahola, Jussi Kulomaa, Antto Tuomainen e Jani Viitanen
- Mixato da Jussi Kulomaa
- Masterizzato presso Virtalähde Mastering di Jaakko Viitalähde